# Rezerwowa Brygada Kawalerii „Wołkowysk”
Rezerwowa Brygada Kawalerii „Wołkowysk” – wielka jednostka kawalerii Wojska Polskiego, improwizowana w trakcie kampanii wrześniowej 1939, w Białymstoku i garnizonie Wołkowysk.

## Mobilizacja i formowanie oddziałów
W rejonach Białegostoku i Wołkowyska koncentrowało się zgrupowanie ośrodków zapasowych Suwalskiej i Podlaskiej Brygady Kawalerii oraz 14 dywizjonu artylerii konnej.
Od 13 września wszystkie pododdziały zorganizowane na bazie OZ Suwalskiej i Podlaskiej BK przyjęły strukturę brygadową, tworząc Rezerwową Brygadę Kawalerii „Wołkowysk” pod dowództwem płk. Edmunda Heldut-Tarnasiewicza. Do 14 września gotowość bojową osiągnęły 101 i 110 pułki ułanów. Do Rezerwowej BK dołączyły, odłączone i zagubione pododdziały i tabory z jednostek I rzutu bojowego Suwalskiej i Podlaskiej BK. Na bazie tych pododdziałów podjęto organizację kolejnego 102 pułku ułanów oraz z uwagi na brak koni, pieszy 103 pułk szwoleżerów.
W skład Rezerwowej BK weszły rezerwowe pułki kawalerii i improwizowane:
- 101 pułk ułanów - dowódca mjr Stanisław Żukowski
- 102 pułk ułanów - dowódca mjr Jerzy Florkowski
- 103 pułk szwoleżerów - dowódca ppłk st. spocz. Zdzisław Kwiatkowski
- 110 pułk ułanów - dowódca ppłk st. spocz. Jerzy Dąbrowski
- dywizjon 1 pułku ułanów - dowódca mjr Mieczysław Skrzyński[4]

15 września do Białegostoku przybył gen. bryg. Wacław Przeździecki i w porozumieniu z dowódcą Okręgu Korpusu III Grodno gen. bryg. Józefem Olszyną-Wilczyńskim, objął dowództwo grupy wojsk zapasowych korpusu. Oddziałom dowodzonym przez gen. bryg. Wacława Przeździeckiego nadano nazwę Dowództwo Obrony Rejonu Wołkowysk, lub posługiwano się nazwą Grupa Operacyjna „Wołkowysk”. Podstawową siłą GO „Wołkowysk” była Rezerwowa Brygada Kawalerii „Wołkowysk” pod dowództwem płk. Edmunda Heldutt-Tarnasiewicza oraz działający samodzielnie pułk/grupa kawalerii osłonowej „Wołkowysk” rtm. Ryszarda Wiszowatego. 
Dowództwo zadecydowało, że w wypadku starć z wojskami Armii Czerwonej brygada ma podjąć próbę przedostania się na Litwę. Ostatecznie w skład brygady weszły: 101, 102, 110 pułki ułanów, 103 pułk szwoleżerów – pieszy oraz dywizjon 1 pułku ułanów. Na skutek braku ekwipunku dla 103 pułku szwoleżerów zabrakło koni oraz uzbrojenia przeciwpancernego. 102 pułk ułanów składał się z części 1, 2 i 4 szwadronów 2 pułku Ułanów Grochowskich z Suwalskiej BK, które dotarły 10 września do Wołkowyska, po klęsce nad Narwią. Ogólnie w całym zgrupowaniu brakowało pododdziałów specjalnych: broni pancernej, oddziałów pionierów, artylerii przeciwlotniczej i artylerii konnej.

## Działania bojowe
110 pułk ułanów już 16 września walczył z Niemcami w rejonie Białegostoku. Wieczorem 17 września pozostałe oddziały Brygady razem z dowództwem ośrodka zapasowego odeszły z Wołkowyska w kierunku Grodna. Tego dnia podjazd 101 pułku ułanów pod Brzostowicą Wielką natknął się na niemieckich motocyklistów i spędził ich z trasy.
Na wieść o agresji ZSRR na Polskę pułki rezerwowej BK opuściły Wołkowysk w nocy z 18 na 19 września, kierując się na Izabelin – Mosty nad Niemnem. Przemarsz ten zabezpieczany był przez pułk osłonowy rotmistrza Wiszowatego. Po wykonaniu tego zadania pułk udał się za resztą zgrupowania. Następnie w miejscowości Mosty otrzymał rozkaz marszu na Skidel w celu uwolnienia żołnierzy polskich, internowanych tam przez wojska bolszewickie. 20 września doszło w Skidlu do walki z bolszewickim oddziałem pancernym, który stracił 8 czołgów.
Odejście na Litwę utrudniała oddziałom polskim obecność Armii Czerwonej, znajdującej się między Niemnem a Wilią. 19 września doszło do bitwy pod Dziąbowem 101 Pułku Ułanów z czołgami i piechotą sowiecką zakończonej zwycięstwem Polaków. W wyniku starcia przeciwnik stracił 12 czołgów. Walki prowadził również idący na odsiecz Lwowa 110 pułk ułanów, który po drodze zmuszony był likwidować zgrupowania dywersyjne w miejscowościach Ostrin i Jeziory.
W rejonie Grodna, gdzie skierowały się oddziały brygady, dowództwo nad wszystkimi siłami polskimi przejął generał Przeździecki. Brygada toczyła walki z podjazdami pancernymi wroga, starając się powstrzymać parcie bolszewickich oddziałów na zachód i próbujących zdobyć Grodno. Szwadron podporucznika Ryszarda Głuskiego ze 102 pułku ułanów, jako jeden z pierwszych przekroczył most na Niemnie i uderzył na oddziały bolszewickie odrzucając je od rzeki. Ułani 102 pułku przez dzień 21 września jeszcze kilkakrotnie kontratakowali wrogie oddziały, wspierając obrońców Grodna. Na rozkaz generała Przeździeckiego, po południu oddziały polskie opuściły Grodno przekraczając Niemen w Hożej i wieczorem osiągnęły skraj Puszczy Augustowskiej nad Czarną Hańczą.
Tego samego dnia wieczorem bolszewickie oddziały pancerne zaatakowały 101 pułk ułanów pod wsią Kodziowce koło Sopoćkiń i okrążyły go. O świcie 22 września na rozkaz dowódcy pułku majora Stanisława Żukowskiego, szwadrony ruszyły do ataku w szyku pieszym. Doszło do walki na bagnety. W ten sposób oddziały próbowały utorować sobie drogę do granicy litewskiej. Na początku bitwy prowadząc atak zginął dowódca 3 szwadronu porucznik Stanisław Dobrzański. Zginął też dowódca pułku major Żukowski.
Przez cały dzień 22 września trwały walki w Puszczy Augustowskiej. Tego dnia pomiędzy wsiami Teolin i Baliniety, na wzgórzu Baliszówka, po dostaniu się do niewoli został zastrzelony dowódca OK. III generał brygady Józef Olszyna-Wilczyński wraz ze swym adiutantem kapitanem Mieczysławem Strzemeskim. Mordu dokonali bolszewiccy czołgiści na oczach żony generała.
Wobec zdecydowanej przewagi przeciwnika generał Przeździecki zarządził wieczorem 23 września wycofanie jednostek polskich na Litwę i dnia następnego większość zgrupowania przekroczyła granicę polsko-litewską, gdzie następnie zostali internowani.
Inne oddziały postanowiły walczyć dalej. W głąb Puszczy Augustowskiej ruszyły grupy 110 pułku ułanów podpułkownika Jerzego Dąbrowskiego i część 102 pułku ułanów rotmistrza Sołtykiewicza. 24 września rozgorzały walki oddziałów polskich z jednostkami pancernymi wroga i kawalerią, chciały one otoczyć i zniszczyć polskie zgrupowanie. Walki toczyły się pod Krasnym Borem oraz w rejonie Dolistowa Dużego nad Biebrzą.
Zgrupowanie polskie, ciągle atakowane przez wojska bolszewickie, poniosło duże straty. Najbardziej ucierpiał szwadron rotmistrza Bolesława Moczulskiego. Oddział ten został rozbity, a jego dowódca zginął. Wielu ułanów 110 pułku dostało się do niewoli.
W nocy z 24 na 25 września resztkom 110 pułku udało się oderwać od nieprzyjaciela i dotrzeć do drogi prowadzącej do Łomży. Pułkownik Dąbrowski, ciężko chory postanowił wówczas rozwiązać pułk. Nie widział dalszej możliwości walki, gdyż tereny zajęte były już przez wojska bolszewickie i niemieckie. 
Z decyzją tą nie zgodził się zastępca dowódcy pułku major Henryk Dobrzański, który postanowił ruszyć w kierunku Warszawy. Chęć kontynuacji walki wyraziło około 180 ułanów. Zastępcą dowódcy został rotmistrz Sołtykiewicz. Oddział przedzierając się, dotarł do miejscowości Krubki pod Warszawą, gdzie żołnierze dowiedzieli się o kapitulacji stolicy. Na skutek tego major Dobrzański zamierzał przedostać się do SGO „Polesie” generała Franciszka Kleeberga, aby kontynuować walkę. Na wieść o złożeniu broni przez oddziały SGO „Polesie” major Dobrzański początkowo zamierzał przedrzeć się ze swoim oddziałem na Węgry. Ostatecznie jednak zdecydował się kontynuować walkę w Polsce. Na początku października 1939 roku swojemu zgrupowaniu nadał nazwę: Oddział Wydzielony Wojska Polskiego, a sam przyjął pseudonim „Hubal”. Przeprawił się przez Wisłę pod Maciejowicami i skierował w Góry Świętokrzyskie. Przemieszczając się przez lasy suchedniowskie, włoszczowskie i koneckie oddział walczył z wojskami niemieckimi, prowadząc walkę partyzancką. W pierwszych dniach listopada oddział przeszedł do lasów spalskich i tam działał. Major „Hubal” – Henryk Dobrzański zginął w walce z Niemcami 30 kwietnia 1940 roku pod Anielinem.

## Organizacja i obsada personalna brygady
- Dowództwo
  - dowódca – płk Edmund Heldut-Tarnasiewicz
  - zastępca dowódca - mjr Bogumił Szumski
- 101 rezerwowy pułk ułanów (Białystok)
- 102 rezerwowy pułk ułanów (Wołkowysk)
- 110 rezerwowy pułk ułanów (Białystok)
- 103 rezerwowy pułk szwoleżerów (pieszy) (Wołkowysk)
- dywizjon 1 pułku ułanów
- kolumna taborów (Wołkowysk)
  - dowódca –  rtm. Edward Capałła